# Gnophos viidaleppi
Gnophos viidaleppi är en fjärilsart som beskrevs av András Vojnits 1975. Gnophos viidaleppi ingår i släktet Gnophos och familjen mätare. Inga underarter finns listade i Catalogue of Life.